# Polyméthacrylate d'éthyle
Le poly(méthacrylate d'éthyle) (PEMA) est un polyacrylate synthétique.

## Propriétés
Le PEMA est un polymère hydrophobe. Il a des propriétés similaires au PMMA, mais il produit moins de chaleur pendant la polymérisation, a un module d'élasticité plus faible et une texture globale plus douce,. Il peut être vulcanisé en utilisant de l'oxyde de plomb comme catalyseur et il peut être ramolli en utilisant de l'éthanol.

## Utilisation
Il est utilisé pour modeler le conduit auditif dans le but de faire des audioprothèses,. Il est utilisé dans la conservation des fossiles et dans la fabrication des faux ongles.